# (Skp1-protein)-hidroksiprolin N-acetilglukozaminiltransferaza
(Skp1-protein)-hidroksiprolin -acetilglukozaminiltransferaza (EC 2.4.1.229, Skp1-HyPro GlcNAc-transferaza, UDP-N-acetilglukozamin (GlcNAc):hidroksiprolin polipeptid -transferaza, UDP-GlcNAc:Skp1-hidroksiprolin GlcNAc-transferaza, UDP-GlcNAc:hidroksiprolin polipeptid -transferaza) je enzim sa sistematskim imenom UDP-N-acetil--glukozamin:(Skp1-protein)-hidroksiprolin N-acetil--glukozaminil-transferaza. Ovaj enzim katalizuje sledeću hemijsku reakciju
UDP--acetilglukozamin + [Skp1-protein]-hidroksiprolin {\displaystyle \rightleftharpoons } UDP + [Skp1-protein]-O-(N-acetil--glukozaminil)hidroksiprolin
Za dejstvo ovog enzima je neophodan ditiotreitol i divalentni katjon.

## Literatura
- Nicholas C. Price; Lewis Stevens (1999). Fundamentals of Enzymology: The Cell and Molecular Biology of Catalytic Proteins (Third изд.). USA: Oxford University Press. ISBN 019850229X.
- Eric J. Toone (2006). Advances in Enzymology and Related Areas of Molecular Biology, Protein Evolution (Volume 75 изд.). Wiley-Interscience. ISBN 0471205036.
- Branden C; Tooze J. Introduction to Protein Structure. New York, NY: Garland Publishing. ISBN 0-8153-2305-0.
- Irwin H. Segel. Enzyme Kinetics: Behavior and Analysis of Rapid Equilibrium and Steady-State Enzyme Systems (Book 44 изд.). Wiley Classics Library. ISBN 0471303097.
- William P. Jencks (1987). Catalysis in Chemistry and Enzymology. Dover Publications. ISBN 0486654605.

## Spoljašnje veze
- (Skp1-protein)-hydroxyproline+N-acetylglucosaminyltransferase на 